# 村松沙耶
村松 沙耶（むらまつ さや、1996年12月27日 - ）は、愛知県出身のハンドボール選手。日本ハンドボールリーグのイズミメイプルレッズ所属。

## 経歴
小学校六年時にはHC名古屋のジュニアチームに所属していた。
愛知県立愛知商業高等学校時代は2012年に日本代表U-16に選出。
2013年は第5回女子ユースアジア選手権の日本代表U-18に選出された。
2014年の全国高等学校ハンドボール選抜大会で優秀選手に選ばれた。7月には第5回女子ユース世界選手権の日本代表U-18に選出。
高校卒業後は大阪教育大学へ進学。2015年は第3回U-22東アジア選手権の日本代表に選ばれた。
2017年は全日本学生ハンドボール選手権大会（インカレ）で優秀選手賞を受賞した。
2019年1月に日本ハンドボールリーグの広島メイプルレッズへ加入。背番号は「15」。
2019-20年シーズンから背番号を「27」へ変更。2019年5月の第9回社会人選手権では最優秀新人賞を受賞した。

## 詳細情報

### 年度別成績
| 年       | チーム   | 試合 | フィールド 得点 | 率 | 7m  | 合計 | 警告 | 退場 | 失格 |
| -------- | -------- | ---- | --------------- | -- | --- | ---- | ---- | ---- | ---- |
| 2018-19  | 広島     | 3    | 0/0             | -  | 3/3 | 3/3  | 0    | 0    | 0    |
| JHL：1年 | JHL：1年 | 3    | 0/0             | -  | 3/3 | 3/3  | 0    | 0    | 0    |

### JHLプレーオフ
| 年      | チーム | 試合                | フィールド 得点 | 率 | 7m  | 合計 | 警告 | 退場 | 失格 |
| ------- | ------ | ------------------- | --------------- | -- | --- | ---- | ---- | ---- | ---- |
| 2018-19 | 広島   | オムロン戦 (準決勝) | 0/0             | -  | 1/1 | 1/1  | 0    | 0    | 0    |

### タイトル・表彰

#### 社会人選手権
- 最優秀新人賞 (2019年)

### 記録

#### 日本ハンドボールリーグ
- 7mスロー初得点：2019年3月3日、対大阪ラヴィッツ戦（中区スポーツセンター）[9]

### 背番号
- 15 (2019年)
- 27 (2019年 - )

## 代表歴

### 日本代表U-22
- U-22東アジア選手権 (2015年)

### 日本代表U-18
- ユース世界選手権 (2014年)
- ユースアジア選手権 (2013年)

### 日本代表U-16
- 日韓スポーツ交流 (2012年)